# Jaki Byard
Jaki Byard, rodným jménem John Arthur Byard, (15. června 1922 – 11. února 1999) byl americký jazzový klavírista.

## Život a kariéra
Narodil se do hudební rodiny ve Worcesteru ve státě Massachusetts. Ve svých šesti letech začal hrát na klavír a později hrál také na trubku. Profesionálně začal vystupovat v šestnácti letech (jako klavírista). V roce 1941 nastoupil do armády a nadále se zdokonaloval ve hře na klavír (rovněž se zde věnoval hře na pozoun). Armádu opustil v roce 1946. Následně hrál dva roky s houslistou Rayem Perrym. V té době rovněž začal hrát na saxofon, avšak jeho hlavním nástrojem nadále zůstal klavír. Později byl členem skupiny Earla Bostica a spolupracoval s řadou dalších hudebníků, mezi něž patří například Charles Mingus a Eric Dolphy. V roce 1960 nahrál své první sólové album nazvané Blues for Smoke. Později působil také jako pedagog, vyučoval například na New England Conservatory of Music, Manhattan School of Music a Hartford School of Music. Mezi jeho žáky patřili například Anthony Coleman a Jason Moran. V roce 1999, ve svých 76 letech, byl ve svém domě zastřelen do hlavy. Nebyly nalezeny žádné známky vloupání, násilného vniknutí nebo boje, nebyla nalezena střelná zbraň. Případ nebyl nikdy objasněn.